# Joan I d'Empúries
Joan d'Aragó i de Tàrent o Joan I d'Empúries, anomenat el Vell (? 1338 - Castellví de Rosanes 1398), fou comte d'Empúries (1364-1386 i 1387-1398) i president de la Generalitat de Catalunya (1376).

## Orígens familiars
Fill de Ramon Berenguer I d'Empúries i Blanca de Tàrent.
Va rebre el comtat d'Empúries el 1364, any del seu casament amb la seva primera dona, Blanca de Sicília, i el seu pare es retirà de la vida pública.
Va finalitzar les obres de la catedral de Castelló d'Empúries i intentà infructuosament de reprendre l'antic bisbat d'Empúries.

## Relacions amb Pere III el Cerimoniós
El 1364 va lluitar al costat del comte-rei d'Aragó Pere III el Cerimoniós contra Castella a València i Aragó. Per la seva gran amistat amb l'infant Joan s'oposà al casament del comte-rei amb Sibil·la de Fortià i es rebel·là contra l'autoritat d'ell.
El 1380 lluità contra Bernat Alemany, senyor de Foixà. El rei Pere III, sogre seu, imposà una treva el 1381, però esclatà una guerra civil interna entre partidaris del rei i del comte. Les tropes reials aprofitaren el moment i entraren al comtat. La comtessa Joana intentà posar pau entre el seu marit i el seu pare, però fou humiliada per part d'aquest últim, i morí al cap de pocs dies (1384). El comte llavors demanà ajuda als gascons per continuar la guerra, però fou derrotat i perdé el comtat que fou incorporat a la corona el 1386.
A la mort del comte-rei Pere III el nou rei Joan I, gran amic seu, li retornà el comtat com a administrador del seu fill. En les lluites contra els Armanyac fou sospitós de complicitat amb el comte de Foix i fou empresonat a Castellví de Rosanes, on morí el 1398.

## President de la Generalitat
Joan I d'Empúries va ser nomenat diputat pel braç militar a les Corts de Lleida (1375), al mateix temps que Romeu Sescomes ho fou pel braç eclesiàstic i, per tant, President de la Generalitat de Catalunya. El 10 d'abril de 1376 Romeu Sescomes deixà el càrrec i fou substituït circumstancialment per Ramon Gener, però Joan I d'Empúries exercí la seva preeminència entre els diputats, com a membre de la família reial, i ocupà el màxim càrrec de la Generalitat, tot i que només va ser durant uns mesos, fins a les Corts de Montsó (1376).

## Núpcies i descendents
El 1364 es casà amb Blanca de Sicília, filla de Pere II de Sicília i Elisabet de Caríntia, i del qual no hi hagué descendents.
El 1373 es casà, en segones núpcies, amb la infanta Joana d'Aragó, filla de Pere III el Cerimoniós i Maria de Navarra. D'aquest matrimoni en nasqueren dos fills:
- l'infant Joan II d'Empúries (?-1401), comte d'Empúries
- l'infant Pere III d'Empúries (?-1401), comte d'Empúries
- la infanta Elionor d'Empúries, morta jove